# جيفري سوان
جيفري سوان (بالإنجليزية: Jeffrey Swann)‏ هو عازف بيانو أمريكي، ولد في 24 نوفمبر 1951 في ويليامز في الولايات المتحدة.

## وصلات خارجية
- جيفري سوان على موقع ميوزك برينز (الإنجليزية)
- جيفري سوان على موقع ديسكوغز (الإنجليزية)